# Slovo dlja zaščity
Slovo dlja zaščity (Слово для защиты) è un film del 1976 diretto da Vadim Jusupovič Abdrašitov.

## Trama
Il film racconta di una donna di nome Valentina Kostina, accusata di tentato omicidio del suo amante e si dichiara colpevole, ma nonostante questo, il suo avvocato sta cercando di trovare una scusa.